# Maladera sincera
Maladera sincera är en skalbaggsart som beskrevs av Brenske 1898. Maladera sincera ingår i släktet Maladera och familjen Melolonthidae. Inga underarter finns listade i Catalogue of Life.